# Talp de Kloss
El talp de Kloss (Euroscaptor klossi) és una espècie de mamífer de la família dels tàlpids. Viu a Laos, Malàisia i Tailàndia.